# Cheracebus torquatus
Bizogue (Cheracebus torquatus) é uma espécie de primata pertencente à família Pitheciidae, classificada entre os macacos do Novo Mundo.